# Ахмедов, Рашидбек Магомедович
Рашидбек (Рашид) Магомедович Ахмедов (16 февраля 1963, с. Нижний Дженгутай, Буйнакский район, Дагестанская АССР, РСФСР, СССР) — советский боксёр, тренер по боксу, Заслуженный тренер России (02.12.1999).

## Спортивная карьера
Является мастером спорта СССР по боксу. Работал тренером в СДЮШОР Буйнакска, позже перешёл на работу в ШВСМ имени Али Алиева в Махачкале. В ноябре 2019 года признан лучшим тренером чемпионата России в Самаре. В начале февраля 2020 года на 2-м Всероссийском боксёрском форуме в Калининграде признан лучшим тренером, подготовившим чемпиона мира Муслима Гаджимагомедова.

## Известные воспитанники
- Гаджимагомедов, Муслим Гамзатович — призёр Олимпийских игр;
- Бижамов, Джамбулат Тагирович  — призёр чемпионата мира;
- Гайдалов, Тимур Хадалавович — чемпион Европы;
- Атаев, Шарапутдин Заирбекович — многократный чемпион России;
- Магомедов, Гусейн Магомедсаламович — призёр чемпионата России;